# Bob de Jong
Bob Johannes Carolus de Jong, född den 13 november 1976 i Leimuiden, Nederländerna, är en nederländsk skridskoåkare.
Han tog OS-brons på herrarnas 10 000 meter i samband med de olympiska skridskotävlingarna 1998 i Nagano.
Han tog OS-guld på herrarnas 10 000 meter i samband med de olympiska skridskotävlingarna 2006 i Turin.
Därefter tog även OS-silver i samma gren i samband med de olympiska skridskotävlingarna 2010 i Vancouver.